# Peucedanum piliferum
Peucedanum piliferum là một loài thực vật có hoa trong họ Hoa tán. Loài này được Hand.-Mazz. miêu tả khoa học đầu tiên năm 1933.